# Variable (programación)

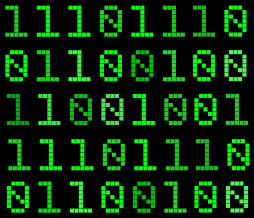
Binarios

En programación, una variable está formada por un espacio en el sistema de almacenaje (memoria principal de un ordenador) y un nombre simbólico (un identificador) que está asociado a dicho espacio. Ese espacio contiene una cantidad de información conocida o desconocida, es decir un valor. El nombre de la variable es la forma usual de referirse al valor almacenado: esta separación entre nombre y contenido permite que el nombre sea usado independientemente de la información exacta que representa. El identificador, en el código fuente de la computadora puede estar ligado a un valor durante el tiempo de ejecución y el valor de la variable puede por lo tanto cambiar durante el curso de la ejecución del programa. El concepto de variables en computación puede no corresponder directamente al concepto de variables en matemática. El valor de una variable en computación no es necesariamente parte de una ecuación o fórmula como en matemáticas. En computación una variable puede ser utilizada en un proceso repetitivo: puede asignársele un valor en un sitio, ser luego utilizada en otro, y más adelante reasignársele un nuevo valor para más tarde utilizarla de la misma manera. Procedimientos de este tipo son conocidos con el nombre de iteración. En programación de computadoras, a las variables, frecuentemente se le asignan nombres largos para hacerlos relativamente descriptivas para su uso, mientras que las variables en matemáticas a menudo tienen nombres escuetos, formados por uno o dos caracteres para hacer breve en su transcripción y manipulación.
El espacio en el sistema de almacenaje puede ser referido por diferentes identificadores. Esta situación es conocida entre los angloparlantes como "aliasing", y podría traducirse como "sobre nombramiento" para los hispanoparlantes. Asignarle un valor a una variable utilizando uno de los identificadores cambiará el valor al que se puede acceder a través de los otros identificadores.
En el proceso de compilación de un programa, los compiladores deben transformar el código escrito por el programador en código ejecutable. Así, las variables que son nombradas por el programador con un nombre simbólico, como por ejemplo "x", deben ser reemplazadas por la ubicación real de los datos en la memoria del ordenador. 
Esto significa que el compilador debe asignar una dirección de memoria específica para cada variable utilizada en el programa, y luego reemplazar el nombre simbólico utilizado por el programador por esta dirección de memoria real. De esta manera, cuando el programa comienza a ejecutarse, el ordenador puede encontrar y manipular los datos almacenados en la memoria utilizando estas direcciones de memoria reales. 
Mientras que el nombre, tipo y ubicación de una variable permanecen fijos, los datos almacenados en la ubicación pueden ser cambiados durante la ejecución del programa.
Las variables no pueden almacenar declaraciones (como "for" o "if") o funciones que no devuelvan datos. En el caso contrario, devolverán error.
Las variables pueden ser de longitud:
- Fija.- Cuando el tamaño de la misma no variará a lo largo de la ejecución del programa. Todas las variables, sean del tipo de dato que sean tienen longitud fija, salvo algunas excepciones — como las colecciones de otras variables (arrays) o las cadenas.
- Variable.- Cuando el tamaño de la misma puede variar a lo largo de la ejecución. Típicamente colecciones de datos en su mayoría.

## Tipos de datos
Debido a que las variables contienen o apuntan y muestran a valores de tipos determinados, las operaciones sobre las mismas y el dominio de sus propios valores están determinadas por el tipo de datos en cuestión.
Algunos tipos de datos usados:
- Tipo de dato lógico (verdadero/1 o falso/0).
- Tipo de dato entero (real, sin decimales).
- Tipo de dato de coma flotante (real, con decimales).
- Tipo de dato carácter (letra o dígito).
- Tipo de dato cadena (cadena de texto(s)).

## Variables y paso de parámetros asubalgoritmos
Las variables pueden ser intercambiadas entre rutinas, por valor y por referencia:
- Por valor.- Se copia el valor (el dato) de la variable en la zona de la pila de llamadas —de ámbito local— que corresponde a la nueva subrutina llamada. Por tanto, esta subrutina obtiene dicho valor pero no puede modificar la variable original. Esto significa que si la variable sufre alteraciones dentro de esta rutina, para poder acceder a dichas modificaciones al finalizar, deberá devolver el nuevo valor de la misma. Si no se realiza esta operación, el valor de la variable será exactamente el mismo que tenía antes de pasar por la función.
- Por referencia.- No se pasa el valor directamente de la variable, si no una referencia o puntero a la misma —que contiene la dirección de la zona de memoria donde se aloja el contenido—, de tal modo que se opera directamente sobre la zona de memoria que la contiene, lo cual implica que las modificaciones que sufra serán accesibles a posterior.

## Almacenamiento de variables en memoria
Las variables se representan con identificadores que hacen referencia a un lugar de la memoria del programa en donde se almacena un dato. Una variable está asociada a un tipo de datos, el cual y en función del tamaño del mismo determina la cantidad de bytes que serán necesarios para almacenar la variable. En el caso de colecciones y al contrario que con el resto de tipo de datos, ya sean primitivos u objetos complejos, la memoria asignada a almacenar tales variables no se conoce de antemano, lo cual lleva a establecer políticas de reserva de memoria:
- Reserva fija de memoria.- Implica predeterminar la cantidad de memoria que se asignará a la colección. Es una política extremadamente rígida, ya que llegados al final de la zona de memoria no se podrían almacenar nuevos elementos.
- Reserva variable de memoria.- Se dedica una zona de memoria, pudiendo ser de un tamaño predeterminado o no, y en caso de sobrepasarse dicha zona de memoria se vuelve a asignar otra zona, contigua o no, para impedir la restricción mencionada arriba.

## Ámbito
Respecto al ámbito de una variable, este puede ser:
- Local: Cuando la misma solo es accesible desde un único procedimiento fijo, no pudiendo ser leída o modificada desde otro procedimiento hermano o desde el propio procedimiento padre. Es posible declarar variables en bloques de condición, bucles, etc de tal modo que solo pueda accederse a ellas en el propio bloque.
- Global: Cuando la misma es accesible tanto desde rutinas o macros de la aplicación, como en todos los procedimientos y funciones de la misma.

Si bien es cierto, que de una forma básica, se puede definir el ámbito de las variables de la forma expuesta más arriba, existen grados de globalidad de las mismas, pudiendo ser accesibles desde unos puntos u otros, o incluso pudiendo ser accesibles entre aplicaciones distintas, llegando al caso de la superglobalidad. Ejemplo del ámbito de una variable en el lenguaje de programación Java.
```
 
public
 
class
 
A
 
{

    
public
 
Integer
 
numeroEntero
 
=
 
new
 
Integer
();
 
/* Variable Global a todos los Métodos */

    

    
public
 
Integer
 
metodo
()
 
{

       
int
 
num
 
=
 
1
;
 
// Variable Local a metodo. Puede accederse dentro de este método en cualquier parte, pero no fuera del mismo.

       
for
 
(
int
 
i
 
=
 
0
;
i
<
numeroEntero
.
intValue
();
i
++
)
 
{
 
// i es local al bucle for, sólo puede ser accedida dentro del mismo.

           
num
 
*=
 
i
;

       
}

       
// i = 2; Esta línea provocaría error al no haber declarado la variable i. i fue definida localmente al bucle for.

       
return
 
Integer
.
valueOf
(
num
);

    
}

    

    
public
 
void
 
otroMetodo
()
 
{

       
int
 
num
 
=
 
1
;
 
// Variable local a otroMetodo. num aquí es una variable distinta a la variable num de metodo

       
System
.
out
.
println
(
"Variable local num: "
 
+
 
num
);

    
}

 
}

```

Hay que tener en cuenta que en Java el caso de las variables globales a todos los métodos que se encuentran en una clase, es algo peculiar, ya que estas realmente son atributos que definen un objeto de una clase determinada, en este caso la clase A tiene un atributo llamado número entero. El atributo es un concepto que no define a un objeto de una clase determinada, sino que es una variable que sirve de apoyo a los procedimientos y define conceptualmente objetos.